# Umma cincta
Umma cincta – gatunek ważki z rodziny świteziankowatych (Calopterygidae). Występuje w Afryce Subsaharyjskiej – od Liberii i Gwinei po dorzecze Konga.